# Jorge Rodríguez (football)
Pour les articles homonymes, voir Jorge Rodríguez et Rodríguez.
Jorge Rodríguez Esquivel (né le 18 avril 1968 à Toluca au Mexique et mort le 8 août 2024) est un joueur de football international mexicain, qui évoluait au poste de défenseur et de milieu de terrain.

## Biographie

### Carrière en sélection
Avec l'équipe du Mexique, il joue 40 matchs (pour 3 buts inscrits) entre 1991 et 1996. 
Il figure dans le groupe des sélectionnés lors de la coupe du monde de 1994. Lors de la compétition, il joue trois matchs : contre l'Irlande, l'Italie et la Bulgarie.
Il participe également à la Gold Cup de 1993, à la coupe des confédérations de 1995, ainsi qu'à la Copa América de 1995.

## Palmarès
| \| Deportivo Toluca - Coupe du Mexique (1) : - Vainqueur : 1989. \| \| Santos Laguna - Championnat du Mexique (1) : - Champion : 1996 (Hiver). \| \| Pachuca - Championnat du Mexique (1) : - Champion : 2001 (Hiver) et 2003 (Ouverture). - Coupe des champions (1) : - Vainqueur : 2002. \| |  | Mexique - Gold Cup (1) : - Vainqueur : 1993.                            |  | |
| Deportivo Toluca - Coupe du Mexique (1) : - Vainqueur : 1989. |  | Santos Laguna - Championnat du Mexique (1) : - Champion : 1996 (Hiver). |  | Pachuca - Championnat du Mexique (1) : - Champion : 2001 (Hiver) et 2003 (Ouverture). - Coupe des champions (1) : - Vainqueur : 2002. |